# Norberto Bobbio

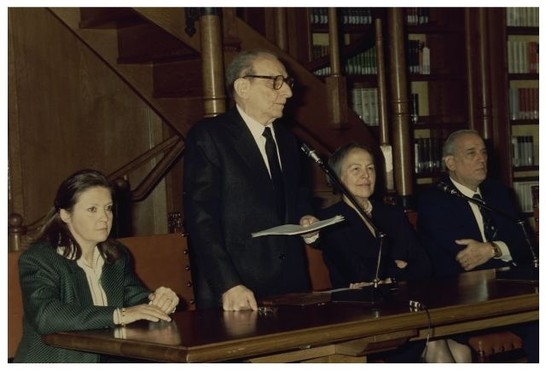
Norberto Bobbio

Norberto Bobbio (* 18. Oktober 1909 in Turin; † 9. Januar 2004 ebenda) war ein italienischer Rechtsphilosoph und Publizist.

## Leben
Norberto Bobbio – Sohn eines Chirurgen – besuchte von 1919 bis 1927 das Gymnasium Massimo d’Azeglio in Turin und studierte anschließend an der Universität Turin Jura. Hier wurde er 1931 mit einer Dissertation über Rechtsphilosophie promoviert. Von 1932 bis 1932 setzte Bobbio sein Studium an den Universitäten Marburg und Turin fort. Eine zweite Dissertation in Philosophie verfasste er über Edmund Husserl.
1935 wurde Norberto Bobbio wegen seiner Mitgliedschaft in der antifaschistischen Gruppe Giustizia e Libertà (Gerechtigkeit und Freiheit) zusammen mit seinen Freunden Vittorio Foa, Giulio Einaudi und Cesare Pavese für kurze Zeit verhaftet. 1942 trat er der damals illegalen Partito d’Azione bei, die als Aktionspartei aus der Giustizia e Libertà hervorgegangen war und für die er nach dem Zweiten Weltkrieg als Kandidat auftrat.
Von 1939 bis 1940 lehrte Bobbio an der Universität Siena und danach bis 1948 an der Universität Padua, wo er eine Professur erhielt. 1948 wurde Norberto Bobbio auf den Lehrstuhl für Rechtsphilosophie an der Universität Turin berufen, wo er bis zur Emeritierung im Jahr 1979 lehrte. 1972 wechselte Bobbio auf den Lehrstuhl für Politische Wissenschaften, und von 1973 bis 1976 war er der Dekan dieser Fakultät.
1943 heirateten Norberto Bobbio und Valeria Cova (* 1. September 1917 in Perugia; † 22. April 2001 in Turin). Der Ehe entstammen die Söhne Luigi Bobbio (* 1944), der in Italien als Politologe tätig ist, Andrea Bobbio (* 1947) und Marco Bobbio (* 1951).

## Politische Position
Norberto Bobbio forschte und veröffentlichte zur Theorie der Demokratie, zu den Menschenrechten, über Politik und Recht. Er bezeichnete sich und seine Schule als „liberalen Sozialismus“ in Abgrenzung zum Linksliberalismus, zur Sozialdemokratie und zum Sozialismus.

## Ehrungen
- 1965: Korrespondierendes Mitglied der British Academy[2]
- 1968: Korrespondierendes Mitglied der Accademia Roveretana degli Agiati[3]
- 1984: Ernennung zum Senator auf Lebenszeit der Italienischen Republik durch Staatspräsident Sandro Pertini
- 1989: Internationaler Preis der Société Européene de Culture
- 1994: Balzan-Preis für sein Werk Herrschaft in demokratischen Systemen
- 1994: Aufnahme in die American Academy of Arts and Sciences
- 1995 „Das politische Buch“, (verliehen von der Friedrich-Ebert-Stiftung)

## Werke (Auswahl)
- Studi sulla teoria generale del diritto, 1955
- Politica e cultura, 1955
- Teoria della norma giuridica, 1958
- Teoria dell’ordinamento giuridico, 1960
- Giusnaturalismo e positivismo giuridico, 1965
- Da Hobbes a Marx: saggi di storia della filosofia, 1965
- Diritto e stato nel pensiero di Emanuele Kant, 1969
- Saggi sulla scienza politica in Italia, 1969
- Studi per una teoria generale del diritto, 1970
- Una filosofia militante, 1971
- Quale socialismo? Discussione di un'alternativa, 1976
  - englisch: Which socialism? Marxism, socialism and democracy, 1987
- Dalla struttura alla funzione: nuovi studi di teoria del diritto, 1977
- Il futuro della democrazia, 1984
  - deutsch: Die Zukunft der Demokratie. Sechs Essays, Übers. Sophie G. Alf, Rotbuch, Berlin 1988, ISBN 3-88022-732-2.[4]
- Saggi su Gramsci, 1990
- L’età dei diritti, 1990
  - deutsch: Das Zeitalter der Menschenrechte: Ist Toleranz durchsetzbar? Übers. Ulrich Hausmann, Nachwort Otto Kallscheuer, Wagenbach, Berlin 1998, ISBN 3-8031-2358-5.
- Destra e sinistra: ragioni e significati di una distinzione politica, Rom 1994, Neuauflage 2004, ISBN 88-7989-858-2.
  - deutsch: Rechts und Links: Gründe und Bedeutungen einer politischen Unterscheidung. Übers. Moshe Kahn, Wagenbach, Berlin 1994, ISBN 3-8031-2311-9.
- De senectute, 1996
  - deutsch: Vom Alter. De senectute. 1996
- Filosofia e dogmatica del diritto (1931) e La fenomenologia di Husserl (1933), e cura di Mario G. Losano, Klostermann, Frankfurt 2023, ISBN 978-3-465-04628-8.